# Olaf Rye
Olaf Rye, né le 16 novembre 1791 à Bø (Telemark) et mort le 6 juillet 1849 à Fredericia, est un officier militaire du royaume de Danemark et de Norvège.

## Biographie
Il a servi comme major-général et a joué un rôle décisif durant la Première guerre de Schleswig dans la bataille de Fredericia (en) de 1849, qui met fin au siège de Schleswig-Holstein sur la ville. Il meurt durant cette bataille et est considéré comme un héros de guerre danois. Il est enterré au cimetière Garrison de Copenhague.
Son frère Johan Henrik Rye (en) était un fonctionnaire et homme politique norvégien.
Le lieutenant Olaf Rye est aussi le premier sauteur à ski connu de l'histoire : en 1809, il se lance à 9,5 mètres de haut pour montrer son courage à ses soldats à Eidsberg, en Norvège.

## Hommages
Son nom est donné à plusieurs lieux :
- Le camp militaire des forces danoises au Kosovo : Camp Olaf Rye.
- L'une des deux casernes de Fredericia : Ryes Kaserne.
- Un parc à Oslo, en Norvège : Olaf Ryes plass (en).
- L'une des loges du chapitre de Fredericia de l'Ordre des Odd Fellows.
- Une rue de Bergen (Norvège) : Olaf Ryes vei.
- Une rue de Kongsberg (Norvège) : Ryes gate[1].
- Une rue d'Odense (Danemark) : Olaf Ryes Gade[1].
- Une rue de Copenhague (Danemark).
- Une rue d'Aarhus (Danemark).
- Une rue d'Aalborg (Danemark).